# Harangtorony (Aggtelek)

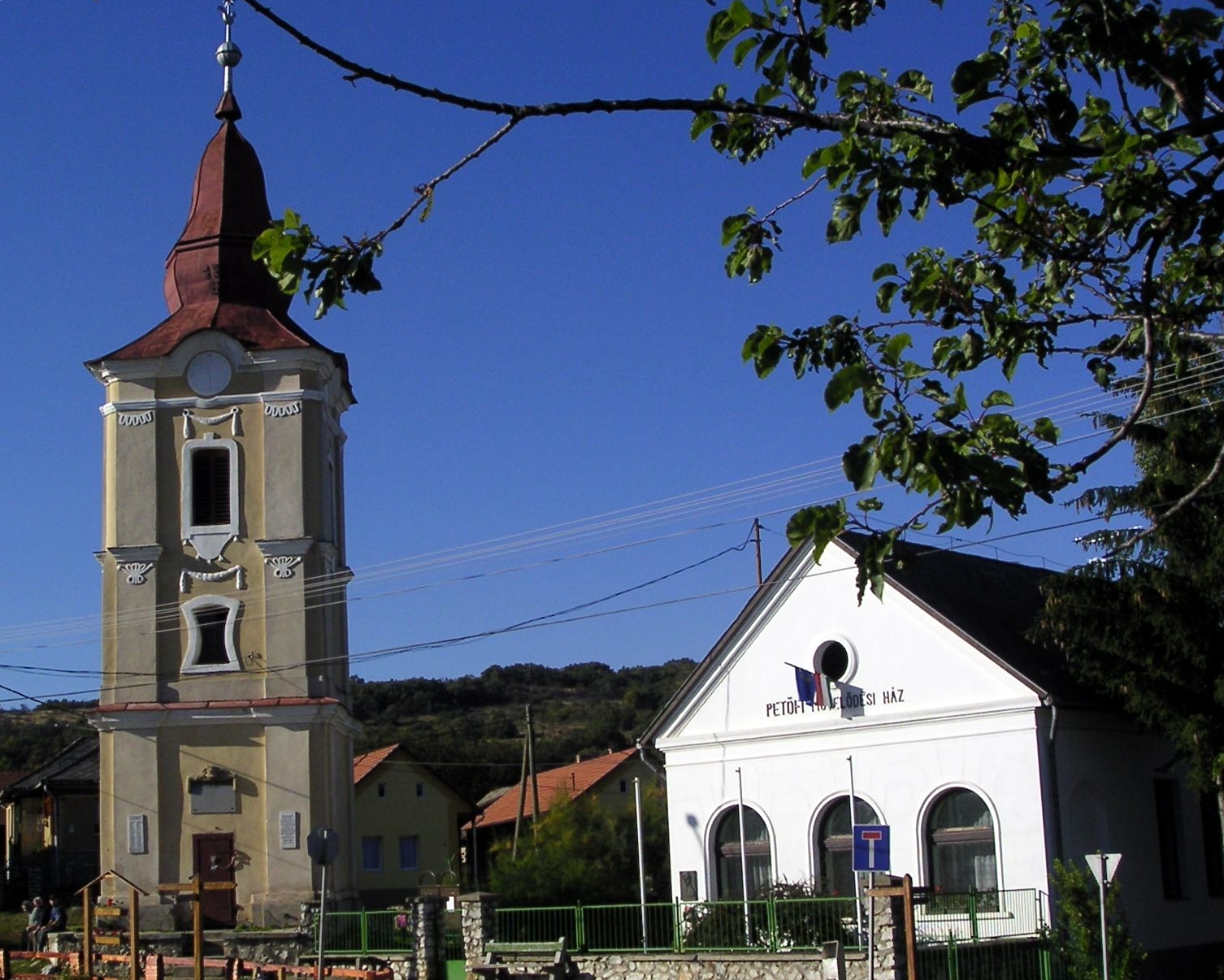
A harangtorony és a Petőfi Sándor Művelődési Ház

Az aggteleki református templom harangtornya a falu képének meghatározó eleme. A torony a templomtól szokatlanul messze, az országút és a község régi főutcájának sarkán áll.

## Története
A tornyot 1804-ben emelték, valószínűleg egy korábbi őrtorony falait felhasználva; a sisakján olvasható 1927 BJ felirat a felújítás évét jelzi.

## Az épület
A négyzet alaprajzú, népies barokk stílusú torony háromszintes, órapárkánnyal. Sarkait pilaszterek díszítik. Első emeleti ablakai lantablakokat utánoznak, a második emeletiek úgynevezett köténydíszítésűek és egyenesen záródnak. Az ablakok fölött copf füzérdíszek láthatók. Az építmény külső falán helyezték el az I. világháborúban elesett aggtelekiek emléktábláját.
150 kg-os Nagyharangját Wierd György öntötte 1654-ben, Eperjesen. 80 kg-os Kisharangját pedig Ducsák István néven Gombos Lajos öntötte 1960-ban Őrszentmiklóson (ma Őrbottyán) .